# Museu de Arte Contemporânea de Castela e Leão
O Museu de Arte Contemporânea de Castela e Leão (em castelhano: Museo de Arte Contemporáneo de Castilla y León) ou MUSAC é uma instituição cultura espanhola, inaugurada em 1 de abril de 2005, com projeto arquitetônico inovador e premiado de Mansilla y Tuñón Arquitectos.

## Contexto

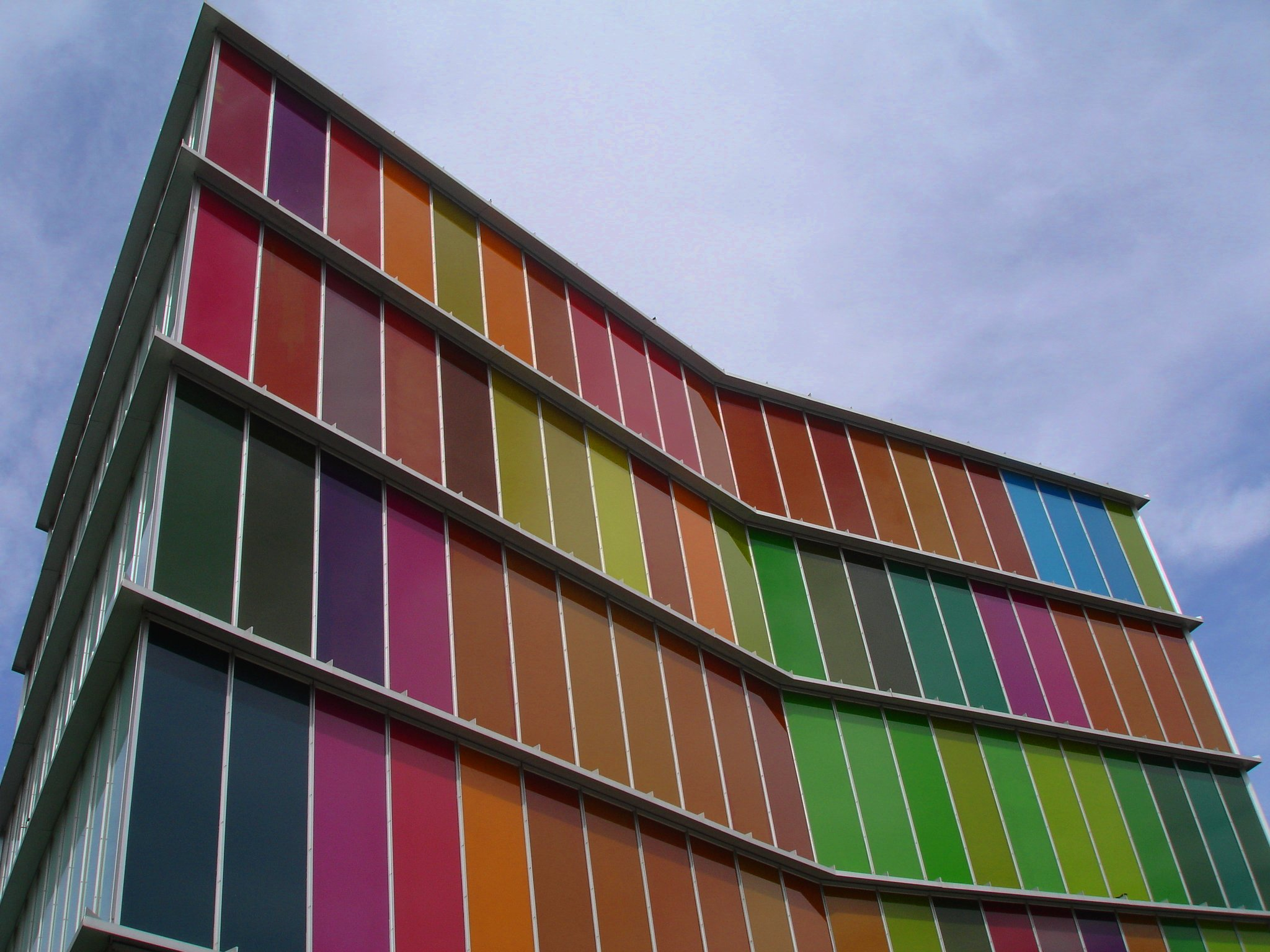
Vista exterior do MUSAC.

Erguido na cidade de León, na entrada do bairro de Eras de Renueva, o Museu foi inaugurado pelos Príncipes de Astúrias com o firme propósito de ser um museu do presente, e assim converter-se em peça fundamental para o desenvolvimento da Arte Contemporânea em nível internacional. Este museu surgiu com amplo sentido experimental para a concepção e desenvolvimento de projetos e exposições em todos os sentidos artísticos.
O MUSAC trabalha exclusivamente sobre o momento atual, marcado pela memória mais recente e, portanto, bastante voltado ao plano experimental.
Para o visitante a sua proposta é estabelecer todas as formas possíveis de interação, para além da mera contemplação. Palestras, encontro com artistas, guias didáticos e obras onde a interação ocorra, são alguns dos elementos presentes na dinâmica do MUSAC.

## Arquitetura

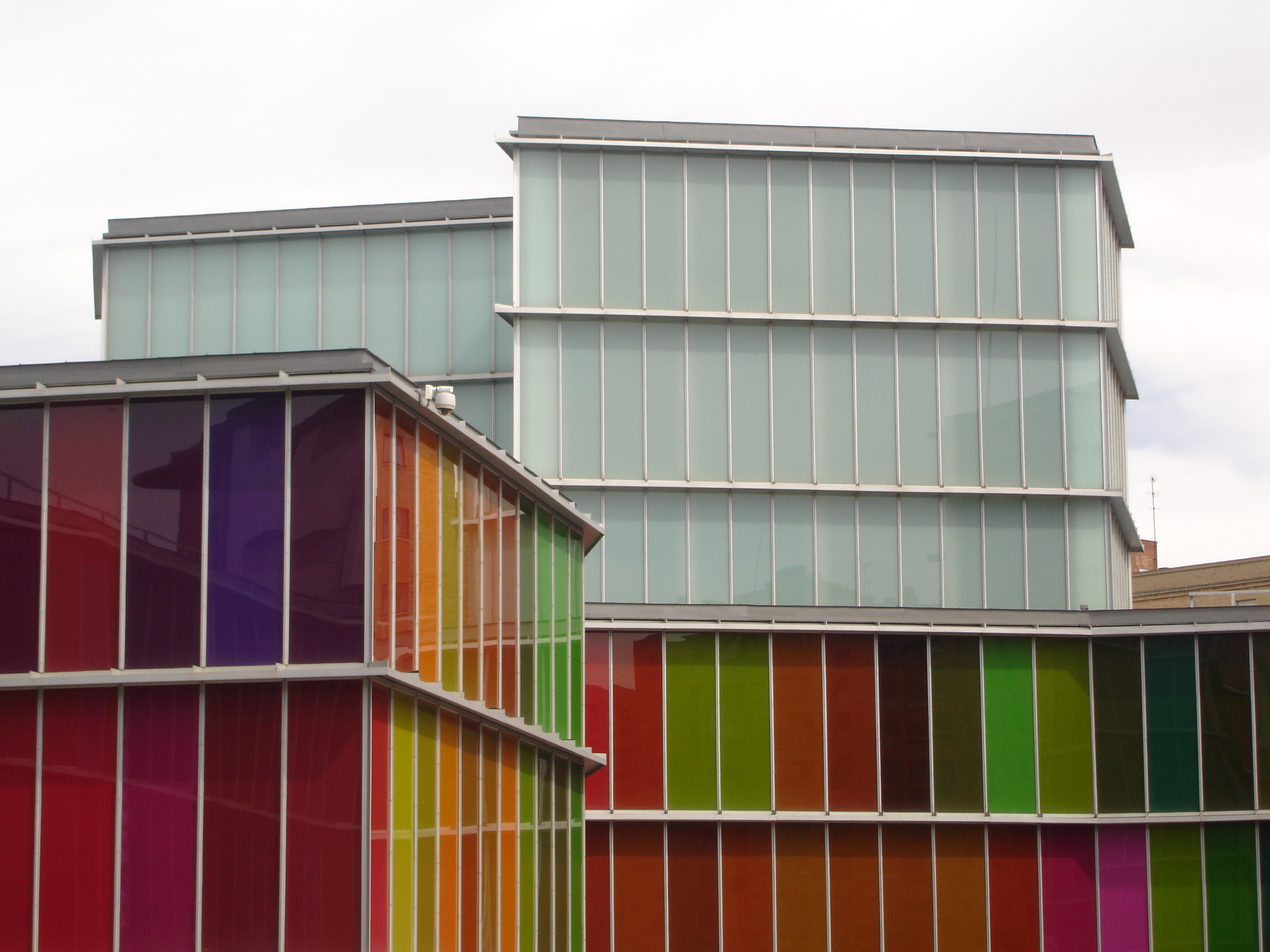
Vista exterior do MUSAC.

O edifício onde se instalou o MUSAC é uma grande construção de planta inovadora, obra do estúdio madrilenho Mansilla y Tuñón Arquitectos, e que já recebeu o prêmio Mies Van Der Rohe de arquitetura, em 2007 - a máxima premiação européia, nesta área.
Semelhante a um conjunto de tabuleiros sua fachada colorida assume um aspecto lúdico, que se destaca no espaço ao redor.
O MUSAC possui um conjunto de salas para exposições autônomas e encadeadas de forma a permitir mostras independentes, em diferentes tamanhos e características, simultaneamente. Cada sala, de modo particular, constrói um espaço contínuo, mas diferenciado espacialmente, que se abre para outras salas e pátios, permitindo assim que de uma veja-se outras de modo transversal, longitudinal e diagonal. Quinhentas vigas pré-moldadas fecham os espaços, caracterizados pela repetição sistemática e pela expressividade formal.
No exterior, o espaço público adquire forma côncava para acolher as atividades e encontros, cobertos por vidros de 42 cores (inspirados nos vitrais do século XIII) da Catedral de León. É o espaço de relação entre as pessoas.

## Informações gerais
A entrada é gratuita e suas salas e instalações possuem acessibilidade para cadeiras de rodas e carrinhos de bebês. Há um roupeiro onde as cadeiras de rodas podem ser emprestadas, graciosamente.
Meios de transporte:

Linhas de ônibus: 7, 11, 12

Trens de ferro: RENFE: Calle Astorga s/n

Aeroporto: Aeropuerto de La Virgen del Camino. A 7 km. do centro da cidade